# Pro League 2014-15
La temporada 2014/15 fue la 112.ª edición de la Primera División de Bélgica, máxima división del fútbol profesional en Bélgica. Comenzó el 27 de julio de 2014 y terminó en mayo de 2015.

## Equipos

### Ascensos y descensos
| Pos. | de la Primera División de Bélgica 2013/14 |
| ---- | ----------------------------------------- |
| 15.º | OH Leuven                                 |
| 16.º | Mons                                      |

| Pos.  | de la Segunda División de Bélgica 2013/14 |
| ----- | ----------------------------------------- |
| 1.º   | Westerlo                                  |
| Prom. | Mouscron-Péruwelz                         |

### Equipos 2014/15
| Club              | Ciudad     | Estadio                        | Entrenador           |
| ----------------- | ---------- | ------------------------------ | -------------------- |
| Anderlecht        | Anderlecht | Estadio Constant Vanden Stock  | Besnik Hasi          |
| Charleroi         | Charleroi  | Estadio del País de Charleroi  | Felice Mazzu         |
| Círculo de Brujas | Brujas     | Estadio Jan Breydel            | Dennis van Wijk      |
| Club Brujas       | Brujas     | Estadio Jan Breydel            | Michel Preud'homme   |
| Cortrique         | Cortrique  | Guldensporen Stadion           | Yves Vanderhaeghe    |
| Genk              | Genk       | Cristal Arena                  | Alex McLeish         |
| Gent              | Gante      | Ghelamco Arena                 | Hein Vanhaezebrouck  |
| Lierse            | Lier       | Herman Vanderpoortenstadion    | Olivier Guillou      |
| Lokeren           | Lokeren    | Daknamstadion                  | Peter Maes           |
| Malinas           | Malinas    | Argosstadion Achter de Kazerne | Aleksandar Janković  |
| Mouscron          | Mouscron   | Stade Le Canonnier             | Fernando Da Cruz     |
| Oostende          | Ostende    | Albertpark                     | Frederik Vanderbiest |
| Standard Lieja    | Lieja      | Estadio Maurice Dufrasne       | José Riga            |
| Waasland-Beveren  | Beveren    | Freethiel Stadion              | Guido Brepoels       |
| Westerlo          | Westerlo   | Het Kuipje                     | Harm van Veldhoven   |
| Zulte Waregem     | Waregem    | Regenboogstadion               | Francky Dury         |

### Cambios de entrenadores
| Equipo            | Entrenador saliente | Motivo         | Fecha de salida               | Posición     | Reemplazado por     | Fecha de nombramiento   |
| ----------------- | ------------------- | -------------- | ----------------------------- | ------------ | ------------------- | ----------------------- |
| Gent              | Peter Balette       | Reemplazado    | Final de la temporada 2013-14 | Pretemporada | Hein Vanhaezebrouck | 5 de mayo de 2014       |
| Cortrique         | Hein Vanhaezebrouck | Firma con Gent | Final de la temporada 2013-14 | Pretemporada | Yves Vanderhaeghe   | 28 de mayo de 2014      |
| Malinas           | Franky Vercauteren  | Renuncia       | Final de la temporada 2013-14 | Pretemporada | Aleksandar Janković | 8 de mayo de 2014       |
| Waasland-Beveren  | Bob Peeters         | Renuncia       | Final de la temporada 2013-14 | Pretemporada | Ronny Van Geneugden | 28 de mayo de 2014      |
| Genk              | Emilio Ferrera      | Destituido     | 29 de julio de 2014           | 11º          | Alex McLeish        | 22 de agosto de 2014    |
| Lierse SK         | Stanley Menzo       | Destituido     | 31 de agosto de 2014          | 16º          | Slaviša Stojanovič  | 5 de septiembre de 2014 |
| Círculo de Brujas | Lorenzo Staelens    | Destituido     | 6 de octubre de 2014          | 14º          | Arnar Viðarsson     | 6 de octubre de 2014    |
| Standard Lieja    | Guy Luzon           | Destituido     | 20 de octubre de 2014         | 11º          | Ivan Vukomanović    | 20 de octubre de 2014   |
| Mouscron-Péruwelz | Rachid Chihab       | Destituido     | 29 de diciembre de 2014       | 12º          | Fernando Da Cruz    | 29 de diciembre de 2014 |
| Waasland-Beveren  | Ronny Van Geneugden | Destituido     | 30 de diciembre de 2014       | 14º          | Guido Brepoels      | 5 de enero de 2015      |
| Westerlo          | Dennis van Wijk     | Destituido     | 3 de enero de 2015            | 13º          | Harm van Veldhoven  | 6 de enero de 2015      |
| Lierse SK         | Slaviša Stojanovič  | Dimisión       | 28 de enero de 2015           | 16º          | Olivier Guillou     | 30 de enero de 2015     |
| Standard Lieja    | Ivan Vukomanović    | Sustituido     | 2 de febrero de 2015          | 5º           | José Riga           | 2 de febrero de 2015    |
| Círculo de Brujas | Arnar Viðarsson     | Destituido     | 18 de marzo de 2015           | 15º          | Dennis van Wijk     | 18 de marzo de 2015     |

## Temporada regular
Final de la temporada regular: 15 de marzo de 2015.
|    |  | Equipo             | PJ | PG | PE | PP | GF | GC | DG  | PTS |
| -- |  | ------------------ | -- | -- | -- | -- | -- | -- | --- | --- |
| 1  |  | Brujas             | 30 | 17 | 10 | 3  | 69 | 28 | +41 | 61  |
| 2  |  | Gent               | 30 | 16 | 9  | 5  | 52 | 29 | +23 | 57  |
| 3  |  | Anderlecht         | 30 | 16 | 9  | 5  | 51 | 30 | +21 | 57  |
| 4  |  | Standard Lieja     | 30 | 16 | 5  | 9  | 49 | 39 | +10 | 53  |
| 5  |  | Cortrique          | 30 | 16 | 3  | 11 | 54 | 35 | +19 | 51  |
| 6  |  | Sporting Charleroi | 30 | 14 | 7  | 9  | 44 | 31 | +13 | 49  |
| 7  |  | Genk               | 30 | 13 | 10 | 7  | 38 | 28 | +10 | 49  |
| 8  |  | Lokeren            | 30 | 10 | 12 | 8  | 38 | 32 | +6  | 42  |
| 9  |  | Malinas            | 30 | 10 | 11 | 9  | 37 | 39 | -2  | 41  |
| 10 |  | KV Oostende        | 30 | 11 | 5  | 14 | 40 | 52 | -12 | 38  |
| 11 |  | KVC Westerlo       | 30 | 8  | 9  | 13 | 42 | 63 | -21 | 33  |
| 12 |  | Zulte-Waregem      | 30 | 8  | 7  | 15 | 41 | 54 | -13 | 31  |
| 13 |  | Mouscron-Péruwelz  | 30 | 7  | 5  | 18 | 32 | 51 | -19 | 26  |
| 14 |  | Waasland-Beveren   | 30 | 7  | 5  | 18 | 30 | 49 | -19 | 26  |
| 15 |  | Círculo de Brujas  | 30 | 6  | 6  | 18 | 21 | 45 | -24 | 24  |
| 16 |  | Lierse             | 30 | 5  | 7  | 18 | 30 | 63 | -33 | 22  |

|  | Play-off por el título.                                             |
|  | Play-off por la clasificación a la Liga Europea de la UEFA 2015-16. |
|  | Play-off por el descenso.                                           |

## Play-off por el título
- Los puntos obtenidos durante la temporada regular se redujeron a la mitad (y se redondearon en caso de puntuación impar) antes del inicio de la postemporada. Como resultado, los equipos comenzaron con los siguientes puntos antes de la postemporada: Brujas 31, Gent 29, Anderlecht 29, Standard Lieja 27, Cortrique 26 y Charleroi 25.

|    | Equipo             | PJ | PG | PE | PP | GF | GC | DG  | PTS |
| -- | ------------------ | -- | -- | -- | -- | -- | -- | --- | --- |
| 1. | Gent               | 10 | 6  | 2  | 2  | 18 | 11 | +7  | 49  |
| 2. | Brujas             | 10 | 5  | 1  | 4  | 16 | 16 | 0   | 47  |
| 3. | Anderlecht         | 10 | 5  | 2  | 3  | 18 | 13 | +5  | 46  |
| 4. | Standard Lieja     | 10 | 4  | 1  | 5  | 14 | 13 | +1  | 40  |
| 5. | Sporting Charleroi | 10 | 3  | 2  | 5  | 13 | 15 | -2  | 36  |
| 6. | Cortrique          | 10 | 2  | 2  | 6  | 11 | 22 | -11 | 34  |

|  | Campeón y clasificado para la Liga de Campeones de la UEFA 2015-16. |
|  | Clasificado para la Liga de Campeones de la UEFA 2015-16.           |
|  | Clasificado para la Liga Europea de la UEFA 2015-16.                |

## Play-off por la clasificación a la Liga Europea de la UEFA

### Grupo A
|    | Equipo           | PJ | PG | PE | PP | GF | GC | DG  | PTS |
| -- | ---------------- | -- | -- | -- | -- | -- | -- | --- | --- |
| 1. | Malinas          | 6  | 5  | 0  | 1  | 14 | 3  | +11 | 15  |
| 2. | Genk             | 6  | 5  | 0  | 1  | 14 | 7  | +7  | 15  |
| 3. | Zulte-Waregem    | 6  | 1  | 1  | 4  | 6  | 10 | -4  | 4   |
| 4. | Waasland-Beveren | 6  | 0  | 1  | 5  | 5  | 19 | -14 | 1   |

### Grupo B
|    | Equipo            | PJ | PG | PE | PP | GF | GC | DG  | PTS |
| -- | ----------------- | -- | -- | -- | -- | -- | -- | --- | --- |
| 1. | Lokeren           | 6  | 4  | 1  | 1  | 19 | 9  | +10 | 13  |
| 2. | Mouscron-Péruwelz | 6  | 3  | 1  | 2  | 9  | 8  | +1  | 10  |
| 3. | KV Oostende       | 6  | 2  | 0  | 4  | 6  | 12 | -6  | 6   |
| 4. | KVC Westerlo      | 6  | 1  | 2  | 3  | 7  | 12 | -5  | 5   |

|  | Finalista. |

### Final de la eliminatoria de Liga Europea de la UEFA
El ganador clasifica al Testmatch, que da un billete a la Europa League.
| Equipo 1 | Agr. | Equipo 2 | Ida | Vuelta |
| -------- | ---- | -------- | --- | ------ |
| Lokeren  | 3-4  | Malinas  | 2-2 | 1-2    |

### Testmatch
Malinas, el ganador de los play-offs de Europa League juega contra Sporting Charleroi, quinto clasificado en el play-off por el campeonato por una plaza en la segunda ronda previa de la UEFA Europa League 2015-16.
| Equipo 1           | Agr. | Equipo 2 | Ida | Vuelta |
| ------------------ | ---- | -------- | --- | ------ |
| Sporting Charleroi | 3-2  | Malinas  | 1-2 | 2-0    |

## Play-off de descenso
Los equipos que terminaron en las dos últimas posiciones de la temporada regular se enfrentaron en el play-off de descenso. El ganador de este play-off jugó el play-off de promoción contra tres equipos de la Segunda División de Bélgica, y el ganador de la eliminatoria de promoción jugará la próxima temporada en Primera División. El perdedor (Círculo de Brujas) se enfrentó al descenso. Lierse fracasó luego de no terminar primero en el play-off de promoción, asegurando su descenso también.
| Pos | Equipo            | Pts | PJ | PG | PE | PP | GF | GC | DIF |
| --- | ----------------- | --- | -- | -- | -- | -- | -- | -- | --- |
| 1º  | Lierse            | 9   | 4  | 3  | 0  | 1  | 8  | 4  | +4  |
| 2º  | Círculo de Brujas | 6   | 4  | 1  | 0  | 3  | 4  | 8  | -4  |

## Máximos goleadores
| Pos. | Jugador              | Club             | Goles |
| ---- | -------------------- | ---------------- | ----- |
| 1    | Aleksandar Mitrović  | Anderlecht       | 20    |
| 2    | Ivan Santini         | Cortrique        | 15    |
| 3    | Renaud Emond         | Waasland-Beveren | 14    |
| 3    | Geoffrey Mujangi Bia | Standard Lieja   | 14    |